# Збєговача
Збєговача (хорв. Zbjegovača) — населений пункт у Хорватії, у Сисацько-Мославинській жупанії у складі міста Кутина.

## Населення
Населення за даними перепису 2011 року становило 346 осіб.
Динаміка чисельності населення поселення:

## Клімат
Середня річна температура становить 11,21 °C, середня максимальна – 25,36 °C, а середня мінімальна – -5,22 °C. Середня річна кількість опадів – 898 мм.
| Клімат поселення                              | Клімат поселення | Клімат поселення | Клімат поселення | Клімат поселення | Клімат поселення | Клімат поселення | Клімат поселення | Клімат поселення | Клімат поселення | Клімат поселення | Клімат поселення | Клімат поселення | Клімат поселення |
| Показник                                      | Січ.             | Лют.             | Бер.             | Квіт.            | Трав.            | Черв.            | Лип.             | Серп.            | Вер.             | Жовт.            | Лист.            | Груд.            |                  |
| Середній максимум, °C                         | 6,71             | 8,56             | 12,88            | 17,32            | 22,01            | 25,36            | 24,56            | 23,99            | 20,18            | 15,23            | 9,76             | 5,37             |                  |
| Середня температура, °C                       | 0,74             | 2,58             | 6,91             | 11,35            | 16,05            | 19,39            | 20,94            | 20,40            | 16,58            | 11,63            | 6,16             | 1,78             |                  |
| Середній мінімум, °C                          | −5,22            | −3,37            | 0,94             | 5,39             | 10,07            | 13,42            | 17,34            | 16,79            | 12,95            | 8,01             | 2,54             | −1,84            |                  |
| Норма опадів, мм                              | 56               | 52               | 60               | 74               | 80               | 94               | 82               | 87               | 77               | 81               | 87               | 68               |                  |
| Середньомісячна швидкість вітру, м/с          | 1.82             | 2.07             | 2.43             | 2.30             | 2.12             | 1.96             | 1.90             | 1.73             | 1.75             | 1.80             | 1.84             | 1.87             |                  |
| Середньомісячна сонячна радіація, кДж/м²·день | 4270             | 7052             | 10904            | 15302            | 19643            | 21735            | 22634            | 19802            | 14758            | 9063             | 4784             | 3498             |                  |
| --------------------------------------------- | ---------------- | ---------------- | ---------------- | ---------------- | ---------------- | ---------------- | ---------------- | ---------------- | ---------------- | ---------------- | ---------------- | ---------------- | ---------------- |
| Джерело:                                      |                  |                  |                  |                  |                  |                  |                  |                  |                  |                  |                  |                  |                  |